# Дом Детмана
Дом Детмана — жилой дом в Риге, расположен по адресу улица Тиргоню, дом 4. 
Один из самых ранних памятников рижского модерна. Здание примыкает задней стеной к другому известному памятнику этой эпохи — Дому с собакой (улица Шкюню, 12/14).
Дом построен в 1902 году по заказу немецкого предпринимателя Генриха Детмана, разбогатевшего на производстве оптических приборов, электронных генераторов и трамвайных двигателей (в 1898 году его Объединённая корпорация была поглощена немецкой компанией Siemens). 
Прежний владелец участка в самом центре старой Риги с невзрачной средневековой постройкой получил за него беспрецедентно высокую цену — 1200 золотых рублей за квадратную сажень. При расчистке подвалов снесённого здания было обнаружено несколько археологических находок, ставших экспонатами Рижского городского музея. Впервые в Риге при постройке дома были сооружены ограждения строительной площадки с навесами, защищающими прохожих.
Проект пятиэтажного дома был заказан рижским архитекторам Генриху Шелю и Фридриху Шеффелю. Оформление же фасада в стиле модерн, только начавшем завоёвывать Европу, поручили молодому немецкому архитектору из Любека Карлу Гану.
Этот дом, возведённый на рубеже веков, ознаменовал собой масштабный переход от эклектики конца XIX века к совершенно новому архитектурному направлению — модерну. Декоративные и планировочные решения, принесшие славу Риге как «Северной столице югендстиля», только нащупывались и опробовались. Однако здесь мы уже видим необычно широкие окна помещений первого и второго этажа, предназначенных для магазина оптических приборов, обрамлённые вычурными кованными деталями; богатство лепнины с преобладанием растительных орнаментов.
Фасад здания Карл Ган оставил краснокирпичным, как принято в Любеке, снабдив его центральным эркером высотой в два этажа с колоннами. Высокий треугольный фронтон очерчен ступенчатым карнизом, крутая медная крыша имеет террасу, ограждённую причудливой кованой решёткой. Привлекают внимание две поясные скульптуры, ограничивающие фасад на уровне второго этажа — мужчины, разрывающего сковывающие его цепи, и женщины, устремляющейся ввысь. Интерьер первых этажей, отданных под магазин, также отличался богатством фантазии — деревянные панели стен, изящные чугунные колонны. К несчастью, исторические интерьеры практически не сохранились.
В 1980 году дом Детмана в фильме «Идеальный муж» выступил в роли лондонского отеля «Claridges», из окон которого Людмила Гурченко смотрела на Вестминстерский дворец (хотя на самом деле из них открывается вид на Домскую площадь).
В 2020 году была закончена реконструкция здания и были восстановлены исторические полы, потолки, витражи и окна по архивным планам и чертежам. С 2020 года в здании находится капсульный хостел Blue Bird capsule hostel.